# Menko

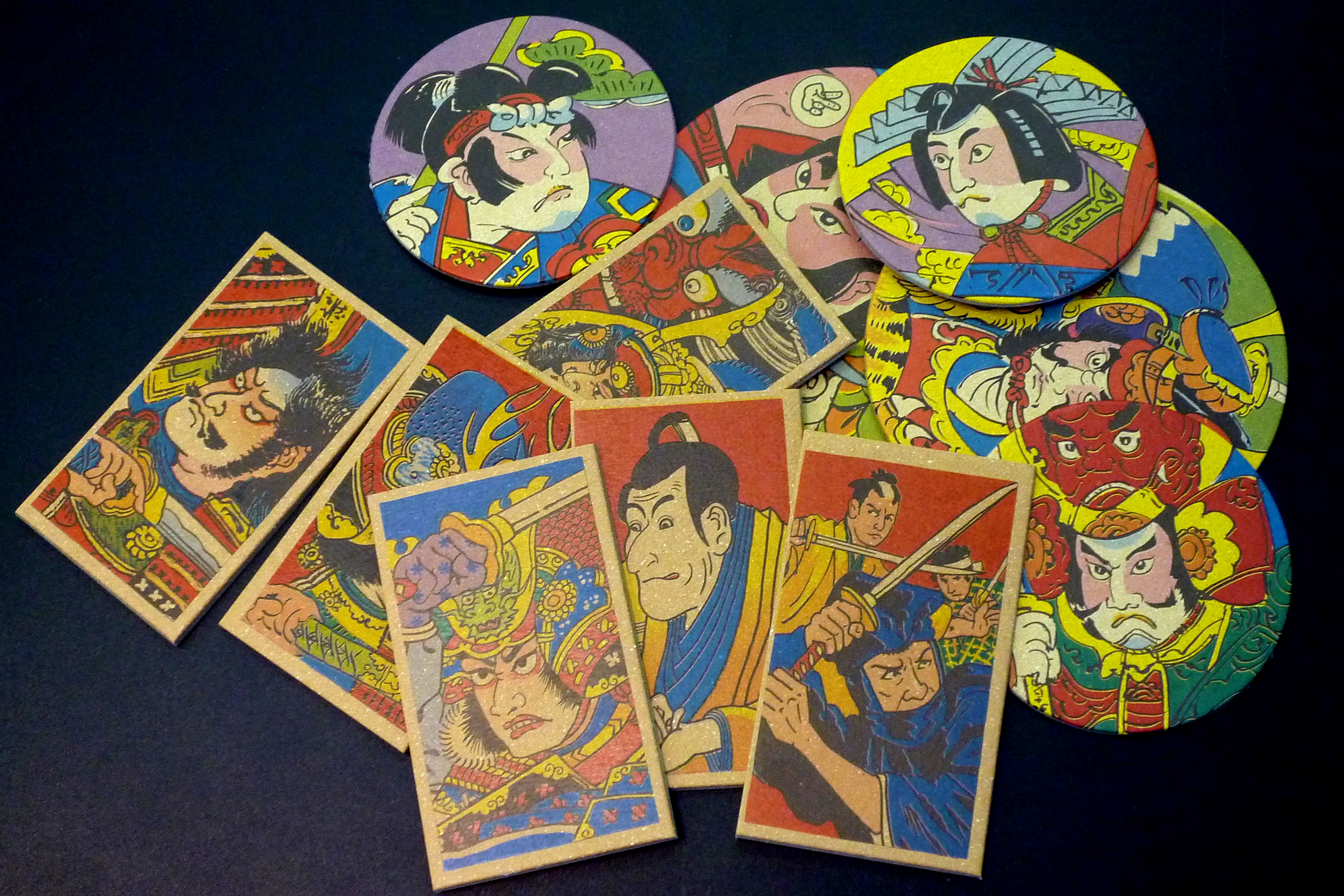
Các thẻ bài menko hình tròn và hình chữ nhật.

Menko (めんこ, 面子) là một trò chơi thẻ bài của Nhật Bản dành cho hai hoặc nhiều người chơi. Đây cũng là tên dành cho những thẻ bài trong trò chơi này. Thẻ bài Menko được làm từ miếng giấy dày hoặc bìa cứng, với một mặt hoặc cả hai mặt in hình manga, anime,... Bài của một người chơi được đặt trên bề mặt gỗ cứng hoặc bê tông và người còn lại vứt thẻ bài của mình xuống sao cho tấm bài của người kia bị lật lên do gió hoặc vì 2 tấm bài chạm vào nhau. Nếu người chơi làm được thế sẽ được lấy cả hai tấm bài. Người nào lấy được hết bài hoặc có nhiều bài nhất khi trò chơi kết thúc, sẽ giành chiến thắng.
Menko đã phổ biến từ thời kỳ Edo. Trẻ em ở mọi lứa tuổi đều ưa thích trò chơi này vì luật lệ đơn giản. Vì trong trò này sức mạnh và kỹ thuật quan trọng như nhau nên những đứa trẻ nhỏ có thể chơi công bằng với những trẻ lớn tuổi hơn.